# Brat (中古車ディーラー)
Brat（ブラット）は、株式会社IDOMが展開する販売チャネルのひとつで、SUVを主軸に扱っている。

## 概要
2015年8月に展開が開始された中古車ディーラーで、アウトドアをテーマにした販売スタイルを特徴とする。この他にもレジャー用品の貸出やカスタムなどを行っている。

## 店舗一覧
- Brat郡山
- Brat開成
- Brat旭川
- Brat旭川末広
- Brat釧路
- Brat苫小牧
- Brat盛岡
- Brat宇都宮
- Brat仙台
- Brat宮崎
- Brat長野
- Brat刈谷
- Brat BASE
- Brat BASE野田

## ブランド名の由来
Bratは「わんぱく」という意味を持つ。